# Барыс
«Бары́с» (каз. «Барыс») — казахстанская хоккейная команда из города Астана. Выступает в дивизионе Чернышёва Восточной конференции Континентальной хоккейной лиги. «Барыс» является базовым клубом для сборной Казахстана.
Клуб был основан 26 ноября 1999 года. С момента основания до 2009 года «Барыс» выступал в чемпионате Казахстана. Команда выигрывала национальный чемпионат дважды в 2008 и 2009 годах. В 2004 году команда была принята в первую лигу чемпионата России. Победа в Зоне «Урал — Западная Сибирь» в 2007 году позволила команде квалифицироваться в высшую лигу чемпионата России. После одного проведённого сезона в высшей лиге «Барыс» был принят в Континентальную хоккейную лигу в 2008 году.

## История

### 2000—2004 годы: Основание и первые годы
Хоккейный клуб «Барыс» был образован 26 ноября 1999 года в результате постановления принятого Акиматом города Астаны. Клуб получил название «Барыс», в честь национального символа Казахстана «снежного барса». Инициаторами идеи о создании профессиональной хоккейной команды была группа энтузиастов из местных хоккеистов, которые ежегодно проводили любительский турнир на приз акима города Астаны. Особую роль в становлении клуба сыграли Аскар Мамин, в то время заместитель акима, и Владимир Пашковский, хоккейный тренер и функционер ставший первым директором клуба. Первым в истории клуба главным тренером стал Николай Мышагин, который в первый же сезон привёл команду к серебряным медалям чемпионата Казахстана. Следующие два чемпионата команда вновь повторила свой успех, занимая второе место. После третьего «серебряного» сезона команду покинула большая группа игроков, новый главный тренер Сергей Могильников был вынужден собирать команду в срочном порядке, поставить перед собой серьёзные задачи возможности не было — и, как следствие, среди 7 участников чемпионата клуб занял 5 место. В межсезонье 2003 года из-за финансовых проблем «Барыс» покинули все игроки основного состава. Новый главный тренер Анатолий Мелихов сформировал команду из молодых игроков, которая стала базовой для Молодёжной сборной Казахстана. Сезон 2003/2004, команда завершила на 5 месте. Самым результативным в команде с 18-ю очками стал будущая звезда «Барыса» 18-летний Роман Старченко. С 5 по 8 апреля «Барыс» принимал участие в Кубке Казахстана, где занял последнее 4 место.

### 2004—2008 годы: Балансирование между лигами
В сезоне 2004/2005 клуб параллельно с национальным чемпионатом начал выступать в Зоне «Урал — Западная Сибирь» Первой лиги чемпионата России. Новым главным тренером был назначен Галым Мамбеталиев. В клуб пришли известные хоккеисты, за плечами которых опыт выступлений в сильнейших хоккейных лигах мира. Состав пополнили опытные Дмитрий Фролов и Андрей Райский. В дебютном сезоне в первой лиге «Барсам» удалось завоевать бронзовые медали. Чемпионат Казахстана команда завершила на 4 месте.
В начале сезона 2005/2006 тренером «Барыса» вновь стал Николай Мышагин. Клуб поставил перед собой задачу занять призовое место в своей зоне первой лиги и выйти в Высшую лигу чемпионата России. Команда начала сезон 2 сентября участием в Кубке Казахстана, где заняла предпоследнее 5 место, набрав лишь 2 очка. По ходу сезона команда встретила упорное сопротивление другого казахстанского клуба — рудненского «Горняка». В финальном раунде «Барыс» занял 2 место, уступив «Горняку» 17 очков. В национальном чемпионате команда финишировала на 4 строчке, не дотянув до призовой тройки 7 очков.
Задачи команды на сезон 2006/2007 оставались прежними. «Барыс» начал сезон 30 августа участием в Кубке Казахстана. Команда завоевала бронзовые медали, уступив лишь три очка победителю турнира сатпаевскому «Казахмысу». В начале сезона в клубе сменилось руководство. На должность президента клуба был назначен бывший игрок «Барыса» Нурлан Оразбаев. После нового года у команды началась полоса неудач. В результате команду покинул главный тренер Николай Мышагин, которого сменил Михаил Панин, известный в прошлом игрок ленинградского СКА. За оставшиеся два месяца до конца чемпионата Панину удалось вывести команду на первое место и выполнить поставленную задачу на сезон. По итогам сезона «Барыс» был заявлен в высшую лигу чемпионата России. Чемпионат Казахстана сезона 2006/07 команда завершила на 5 месте.

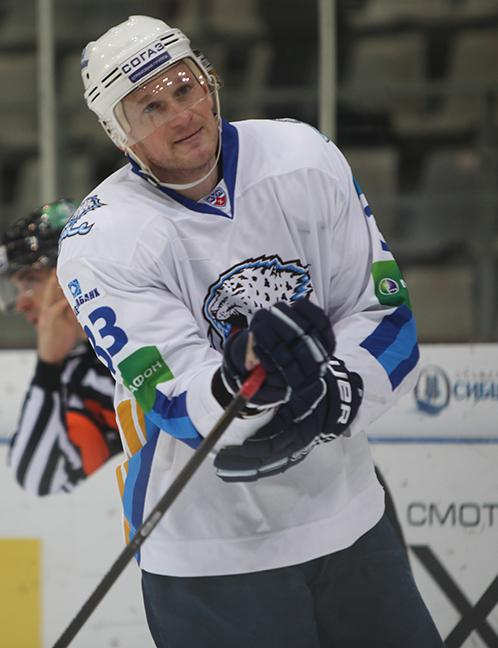
Андрей Гаврилин стал самым результативным в составе «Барыса» с 48 очками в сезоне 2007/2008

В межсезонье 2007 года клуб активно начал готовиться к дебюту в высшей лиге. Клуб поставил перед собой задачу в первом же сезоне завоевать путёвку в российскую Суперлигу. В помощь Михаилу Панину старшим тренером был назначен Сергей Могильников, который последние несколько лет успешно возглавлял рудненский «Горняк». Из прошлогоднего состава «Барыса» оставалось лишь пять человек. Клуб пополнился игроками из клубов высшей лиги. В частности, из сатпаевского «Казахмыса» пришли семь человек. Состав также пополнили Талгат Жайлауов и Андрей Корабейников из усть-каменогорского «Казцинк-Торпедо». Команда начала сезон в августе участием в Кубке Казахстана, где уступила в финале «Казцинк-Торпедо» со счётом 1:2. В начале сезона в клубе начала происходить тренерская чехарда. Сначала произошла тренерская рокировка. Сергей Могильником стал главным, а Михаил Панин старшим тренером. Через месяц они вовсе были отправлены в отставку, и клуб возглавил экс-игрок «Барыса» Александр Высоцкий, выполнявший функции тренера. В ноябре состав «Барыса» пополнил ветеран и лучший бомбардир в истории сборной Казахстана 39-летний Александр Корешков. Уже в первом сезоне команда заняла второе место в дивизионе «Восток» высшей лиги. В 1/8 плей-офф команда прошла ХК «Белгород» 3-0. В четвертьфинале команда в упорной борьбе уступила будущему победителю воскресенскому «Химику». В мае команда участвовала в финальном этапе чемпионата Казахстана. «Барыс» одержал победу во всех пяти матчах и впервые завоевал золотые медали национального первенства. Лучшим бомбардиром турнира стал Евгений Рымарев с 7 очками.

### 2008—2011 годы: Первые годы в КХЛ

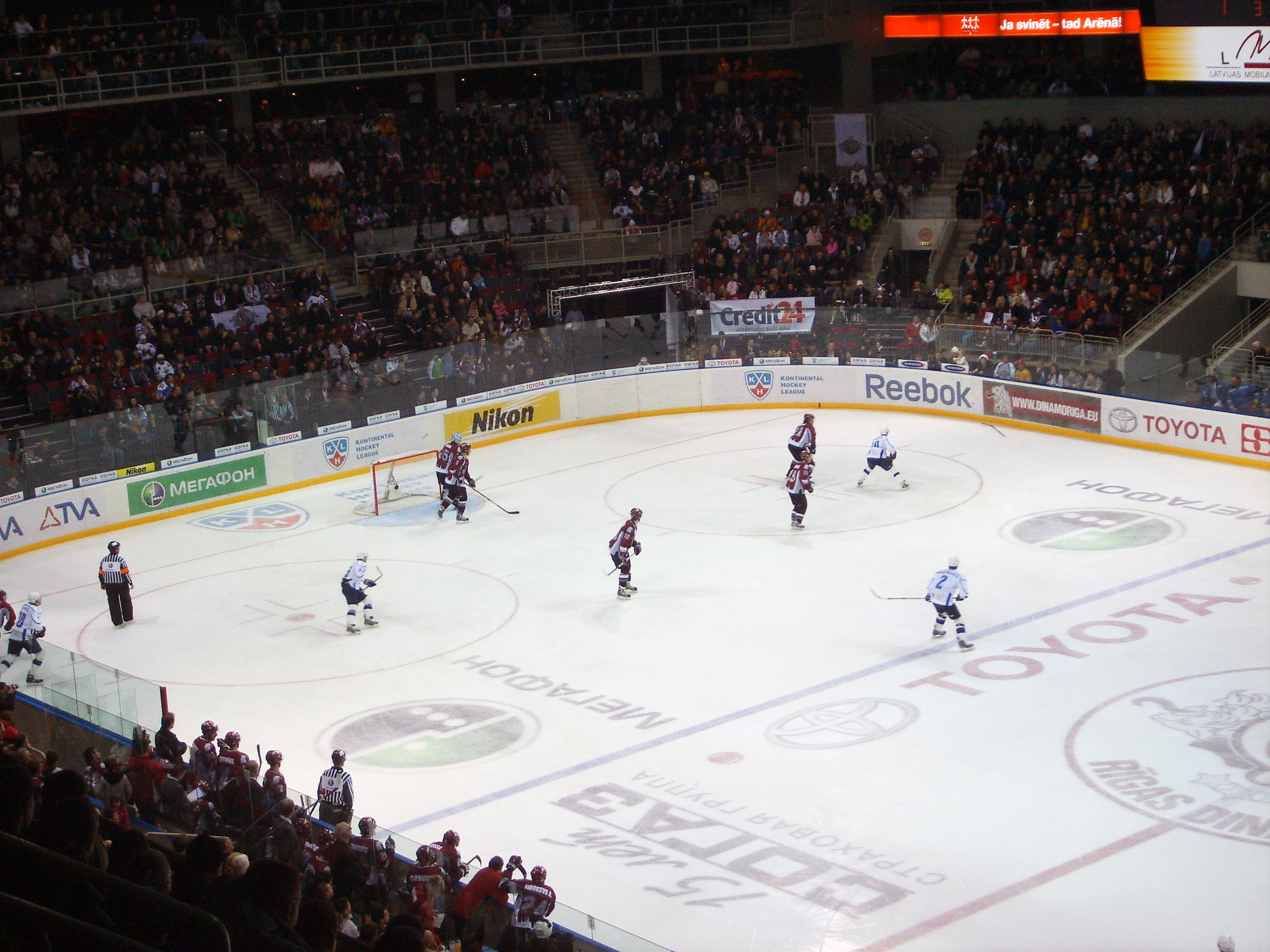
Матч против рижского «Динамо» в сезоне 2008/2009

Ещё в начале 2008 года начали ходить разговоры о вступлении «Барыса» в новую лигу под рабочим названием — Открытая российская хоккейная лига (ОРХЛ), которая должна была прийти взамен российской Суперлиге. В результате клуб вступил в лигу, получившей имя Континентальной хоккейной лиги (КХЛ). «Барыс» и стал одним из трёх иностранных клубов в новой лиге. В межсезонье команда обновила практически весь состав. Из Национальной хоккейной лиги состав пополнили защитники Кевин Даллмэн и Бранислав Мезей, нападающие Йозеф Штумпел и Тревор Летовски, а также вратарь Марк Ламот. Клуб также подписал целый ряд казахстанских и российских хоккеистов, ранее выступавших в клубах Суперлиги и высшей лиги. Первый матч и первая победа «Барыса» состоялась 3 сентября в гостевом матче против нижнекамского «Нефтехимика». Первую шайбу «Барыса» в КХЛ забросил Кевин Даллмэн с передачи Максима Спиридонова. Команда выиграла матч в серии буллитов со счётом 2:1. В преддверии конца регулярного чемпионата попечительский совет клуба обеспокоился неудовлетворительными результатами команды. В результате главный тренер «Барыса» Александр Высоцкий был освобождён с поста, а роль исполняющего обязанности главного тренера была передана Андрею Шаянову. По итогам сезона команда смогла пробиться в плей-офф, но в 1/8 финала «Барыс» уступил будущему чемпиону — казанскому «Ак Барсу». В конце марта «Барыс» играл в финальном турнире чемпионата Казахстана, участие в котором по итогам регулярного чемпионата обеспечил фарм-клуб команды «Барыс-2». По итогам турнира «Барыс» занял первое место, во второй раз подряд завоевав титул лучшей команды страны.
В сезоне 2009/2010 казахстанский клуб во второй раз подряд вышел в плей-офф КХЛ. Однако на этой стадии турнира «барсы» вновь «всухую» проиграли казанскому «Ак Барсу» 0-3.

### 2011—2017 годы: Эра тройки «ББД»
В начале сезона 2010/2011 «Барыс» подписал американского нападающего Брэндона Боченски, а 31 мая 2011 года двух канадских нападающих Дастина Бойда и Найджела Доуса.
Трое нападающих отлично сыгрались вместе в новой команде, болельщики прозвали их звено ББД. Североамериканское трио являлось самым эффективным звеном «Барыса» и одной из самых эффективных атакующих троек Континентальной хоккейной лиги: Брэндон Боченски до перерыва в карьере в 2017 году сыграл в КХЛ 399 матчей, забросив в них 160 шайб и 237 раз ассистировав партнёрам при взятии ими чужих ворот. На счету Найджела Доуса 415 матчей за казахстанский клуб, в которых он 217 раз поражал чужие ворота сам и 159 раз выводил на завершающий бросок одноклубников. Наконец, Дастин Бойд в «Барысе» отыграл 332 матча из 385, проведённых под эгидой КХЛ, в которых 111 раз поражал ворота соперников сам и 126 раз выступал ассистентом.
В 2014 году тройка дала согласия принять гражданства Казахстана, а в 2016 году тройка выступила на чемпионате мира за сборную Казахстана в России (подгруппа, игравшая в Москве).
Летом 2017 года капитан «Барыса» Брэндон Боченски принимает решение повесить коньки на гвоздь. Перешёл в московское «Динамо» и Дастин Бойд. В апреле 2018 года Найджел Доус сообщил, что покинул «Барыс».

## Домашняя арена

Дворец спорта «Казахстан»

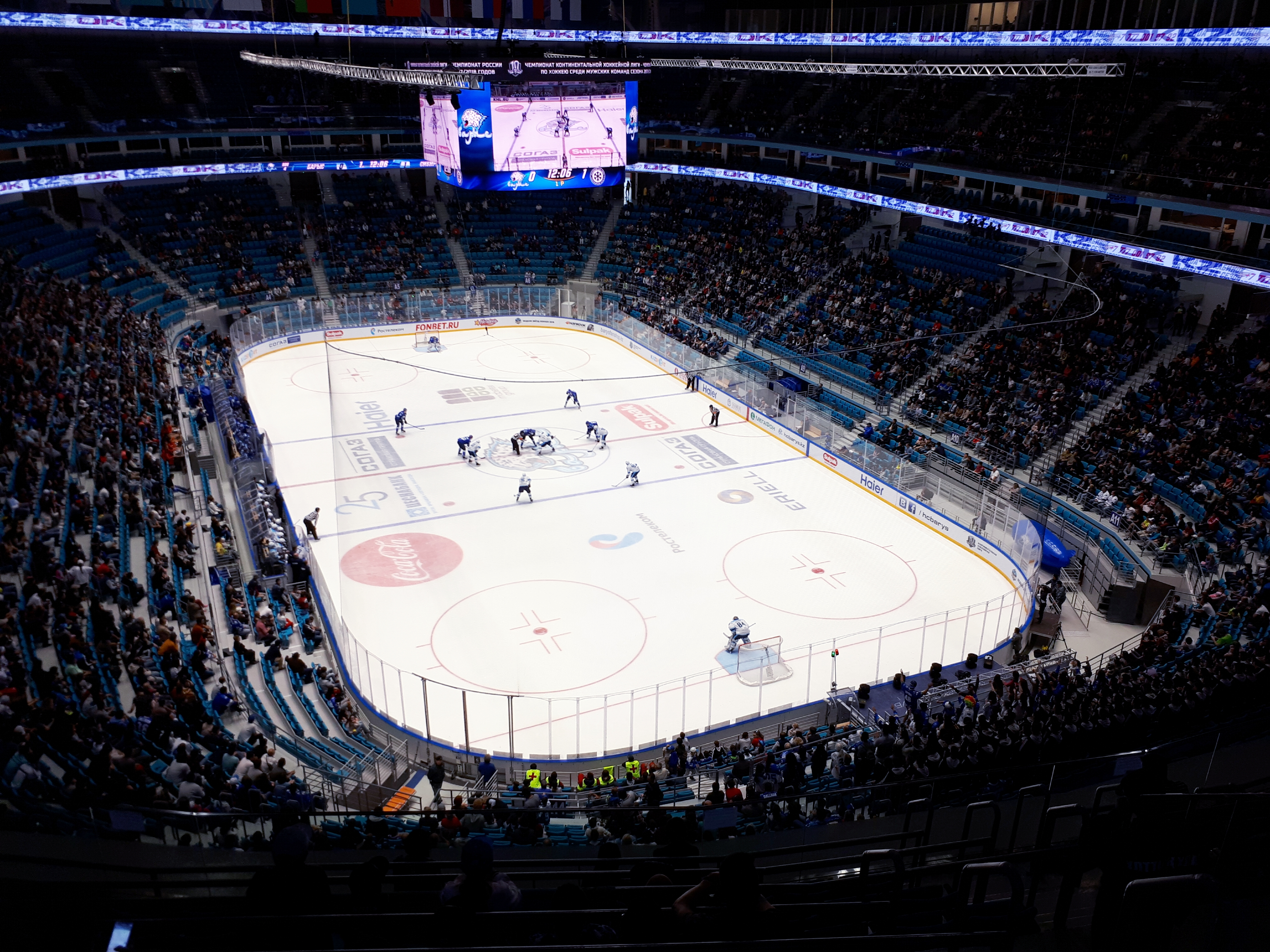
«Барыс Арена»

В момент основания клуба, первую арену клуба дворец спорта «Казахстан» только начинали строить. Отсутствие арены с искусственным льдом в Астане, вынудила команду на временные передислокации в другие города Казахстана. Так, «Барыс» долго базировался в Ледовом Дворце города Темиртау, затем в Алма-Ате и Усть-Каменогорске. Дворец спорта «Казахстан» официально открыл свои двери 6 марта 2001 года с матчем «Барыса» против команды «Есиль» из Петропавловска. Хоккейная арена дворца спорта вмещает 4 070 зрителей. В 2010 году, дворец спорта прошёл реконструкцию перед 7-ми зимними Азиатскими играми. В дополнение к основной арене была построена раскаточная арена на 1 000 зрителей. Несмотря на реконструкцию, в 2011 году комиссия КХЛ признала арену одной из худшей в лиге. Арена не соответствовала 37 пунктам технического регламента КХЛ, главным несоответствием из которых являлись состояние трибун и маленькая вместительность. В результате КХЛ пригрозила исключением команды из лиги. Одними из выходов из ситуации рассматривался возможный переезд команды в ледовый дворец «Алау» или в «Дворец спорта имени Бориса Александрова» в Усть-Каменогорске. Однако, «Барыс» продолжил выступать во дворце спорта «Казахстан».
В октябре 2012 года президент клуба Вадим Шакшакбаев объявил о строительстве нового ледового дворца «Барыс Арена» на 12 000 мест. Местом расположения новой арены был выбран район спортивного кластера города Астаны, а именно территория за стадионом «Астана Арена». Во время пресс-конференции Матча звёзд КХЛ 2014 в Братиславе президент КХЛ Александр Медведев объявил, что открытие арены намечается на сезон 2015/2016. 8 августа 2015 года президент Казахстана Нурсултан Назарбаев официально ввёл в эксплуатацию новую арену. На следующий день состоялся матч открытия в рамках Кубка Президента. По итогам матча «Барыс» одолел новокузнецкий «Металлург» со счётом 4:2. В матче присутствовал президент Международной федерации хоккея с шайбой Рене Фазель, который пожелал провести здесь чемпионат мира на пару с новой строящейся ареной в Алма-Ате в ближайшие годы.

## Кошачье дерби
Наиболее принципиальным соперником «Барыса» в КХЛ является казанский «Ак Барс». Среди СМИ и болельщиков соперничество между командами принято называть «Кошачье дерби». Своё название дерби получило из-за одинаковых названий команд. В переводе с казахского и татарского языков названия команд переводятся как «снежный барс». Также, команды имеют схожие эмблемы, голову рычащего «снежного барса». Особый накал противостояние получил в первых раундах плей-офф первых трёх сезонов КХЛ, когда каждый год «Барыс» проигрывал серию «Ак Барсу» с сухим счётом.
В 2020 году клубы объявили, что матчи между «Ак Барсом» и «Барысом» будут посвящены проблеме сокращения популяции снежных барсов. Сотрудничество двух клубов направлено на привлечение внимания к проблеме исчезающего вида и сбора средств для изучения популяции снежных барсов. Архивная копия от 21 октября 2020 на Wayback Machine.
Последний матч между клубами завершился со счётом 2:1 в пользу команды из Татарстана. Победную шайбу забросил Михаил Глухов в численном меньшинстве.

## Символика клуба

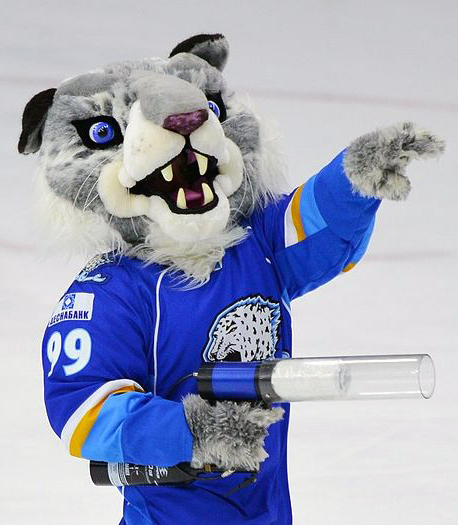
Талисман клуба — «Барсик»

Традиционные цвета «Барыса» — синий, бирюзовый и белый. Классическая раскраска формы представляет собой синий шлем, синий свитер, тёмно-синие трусы и синие гетры. Гостевая форма включает в себя белый шлем, белый свитер, тёмно синие трусы и белые гетры. Начиная с сезона 2011/12 команда стала использовать золотые линии на боках свитера, которые символизируют цвета генерального спонсора команды «Казахстанские железные дороги». К сезону 2013/14 американская компания «Reebok» разработала новый дизайн формы, золотые линии начали применяться на рукавах в комбинации с белыми и бирюзовыми линиями. В сезоне 2014/15 золотой цвет выпал из обоймы, также было убрано наплечное выделение на свитерах. В сезоне 2015/16 команда начала использовать линии в виде национального казахского орнамента на рукавах и гетрах, напоминающий тот факт что «Барыс» является базовым клубом для сборной Казахстана по хоккею.
Талисманом клуба является «Барсик» — антропоморфный снежный барс. «Барсик» веселит болельщиков и игроков во время домашних игр, участвует в конкурсах на перерывах между периодами, раздаёт подарки и носит майку «Барыса» с номером «99» на спине. Оригинальные цвета «Барсика» были более леопардовыми. В таком окрасе он дебютировал в роли талисмана команды в сезоне 2007/2008. В 2014 году «Барсик» сменил окрас на более снежные тона. Талисман также является ежегодным участником конкурса среди талисманов команд Матчей звёзд КХЛ. Во время матча звёзд КХЛ 2015 «Барсик» стал победителем в конкурсе оригинальных буллитов среди своих коллег. Буллит «Барсика» вошёл в топ-10 лучших шайб недели в КХЛ.

## Результаты выступления в КХЛ
И — количество проведённых игр, В — выигрыши в основное время, ВО — выигрыши в овертайме, ВБ — выигрыши в послематчевых буллитах, ПО — проигрыши в овертайме, ПБ — проигрыши в послематчевых буллитах, П — проигрыши в основное время, О — количество набранных очков, Ш — соотношение забитых и пропущенных голов, РС — место по результатам регулярного сезона
| Сезон   | И   | В   | ВО | ВБ | ПБ | ПО | П   | О    | Ш         | РС | Результаты серий с соперниками в плей-офф         | Результат в плей-офф                                               |
| ------- | --- | --- | -- | -- | -- | -- | --- | ---- | --------- | -- | ------------------------------------------------- | ------------------------------------------------------------------ |
| 2008/09 | 56  | 20  | 3  | 4  | 2  | 2  | 25  | 78   | 174-191   | 15 | 0-3 Ак Барс                                       | Проигрыш в 1/8 финала                                              |
| 2009/10 | 56  | 20  | 5  | 1  | 6  | 1  | 23  | 79   | 169-173   | 14 | 0-3 Ак Барс                                       | Проигрыш в 1/8 финала                                              |
| 2010/11 | 54  | 20  | 2  | 2  | 6  | 3  | 21  | 77   | 155-152   | 14 | 0-4 Ак Барс                                       | Проигрыш в 1/8 финала                                              |
| 2011/12 | 54  | 25  | 2  | 1  | 3  | 1  | 22  | 85   | 160-160   | 10 | 3-4 Металлург Мг                                  | Проигрыш в 1/8 финала                                              |
| 2012/13 | 52  | 23  | 3  | 2  | 2  | 4  | 18  | 85   | 175-161   | 10 | 3-4 Трактор                                       | Проигрыш в 1/8 финала                                              |
| 2013/14 | 54  | 26  | 2  | 4  | 2  | 2  | 18  | 94   | 182-157   | 7  | 4-0 Автомобилист, 2-4 Салават Юлаев               | Выход в 1/4 финала                                                 |
| 2014/15 | 60  | 24  | 2  | 4  | 6  | 3  | 21  | 93   | 170-165   | 11 | 3-4 Авангард                                      | Проигрыш в 1/8 финала                                              |
| 2015/16 | 60  | 21  | 4  | 4  | 4  | 2  | 25  | 85   | 167-184   | 17 | -                                                 | В плей-офф не играли                                               |
| 2016/17 | 60  | 25  | 6  | 0  | 1  | 2  | 26  | 90   | 151-167   | 13 | 4-2 Трактор, 0-4 Металлург Мг                     | Выход в 1/4 финала                                                 |
| 2017/18 | 56  | 19  | 5  | 0  | 4  | 3  | 25  | 74   | 148-164   | 19 | -                                                 | В плей-офф не играли                                               |
| 2018/19 | 62  | 28  | 5  | 5  | 4  | 6  | 14  | 86   | 190-149   | 5  | 4-3 Торпедо, 1-4 Авангард                         | Выход в 1/4 финала                                                 |
| 2019/20 | 62  | 31  | 6  | 1  | 0  | 8  | 16  | 84   | 156-137   | 4  | 4-1 Металлург Мг                                  | Снялся с турнира из-за пандемии коронавируса (плей-офф не доигран) |
| 2020/21 | 60  | 20  | 8  | 3  | 2  | 5  | 22  | 69   | 147-157   | 11 | 2-4 Металлург Мг                                  | Проигрыш в 1/8 финала                                              |
| 2021/22 | 47  | 14  | 4  | 4  | 2  | 2  | 21  | 48   | 127-138   | 17 | 1-4 Металлург Мг                                  | Проигрыш в 1/8 финала                                              |
| 2022/23 | 68  | 20  | 4  | 3  | 4  | 3  | 34  | 61   | 153-194   | 20 | -                                                 | В плей-офф не играли                                               |
| 2023/24 | 68  | 12  | 4  | 5  | 3  | 5  | 39  | 50   | 137-205   | 22 | -                                                 | В плей-офф не играли                                               |
| 2024/25 | 68  | 8   | 3  | 3  | 3  | 4  | 47  | 35   | 99-227    | 23 | -                                                 | В плей-офф не играли                                               |
| Всего   | 997 | 356 | 70 | 46 | 52 | 56 | 417 | 1273 | 2660-2881 | —  | В плей-офф участвовали 12 раз. Общий счёт: 31-48. | В плей-офф участвовали 12 раз. Общий счёт: 31-48.                  |

## Текущий состав
Согласно официальному сайту клуба
| №          | Игрок               | Страна                                | Хват    | Дата рождения             | Рост    | Вес     |
| Вратари    | Вратари             | Вратари                               | Вратари | Вратари                   | Вратари | Вратари |
| ---------- | ------------------- | ------------------------------------- | ------- | ------------------------- | ------- | ------- |
| 1          | Никита Бояркин      | Казахстан                             | Левый   | 7 октября 1998 (26 лет)   | 187 см  | 80 кг   |
| 43         | Андрей Шутов        | Казахстан                             | Левый   | 4 марта 1998 (27 лет)     | 189 см  | 90 кг   |
| Защитники  |                     |                                       |         |                           |         |         |
| 18         | Мади Диханбек       | Казахстан                             | Левый   | 11 января 2001 (24 года)  | 179 см  | 71 кг   |
| 25         | Данил Бутенко       | Казахстан                             | Правый  | 6 сентября 2001 (23 года) | 181 см  | 80 кг   |
| 27         | Бейбарыс Оразов     | Казахстан                             | Левый   | 6 мая 2005 (20 лет)       | 184 см  | 75 кг   |
| 31         | Артём Королёв       | Россия                                | Левый   | 20 декабря 2001 (24 года) | 185 см  | 81 кг   |
| 58         | Тамирлан Гайтамиров | Казахстан · Соединённые Штаты Америки | Левый   | 23 августа 2000 (24 года) | 193 см  | 91 кг   |
| 71         | Самат Данияр        | Казахстан                             | Правый  | 24 января 1999 (26 лет)   | 182 см  | 70 кг   |
| 87         | Адиль Бекетаев      | Казахстан                             | Левый   | 23 апреля 1998 (27 лет)   | 192 см  | 87 кг   |
| 95         | Хакназар Кенезбай   | Казахстан                             | Левый   | 16 августа 2002 (22 года) | 196 см  | 92 кг   |
| Нападающие |                     |                                       |         |                           |         |         |
| 11         | Всеволод Логвин     | Казахстан                             | Левый   | 12 января 2004 (21 год)   | 189 см  | 81 кг   |
| 13         | Динмухамед Кайыржан | Казахстан                             | Правый  | 27 июня 2003 (22 года)    | 183 см  | 79 кг   |
| 17         | Алихан Омирбеков    | Казахстан                             | Левый   | 14 июня 2001 (24 года)    | 175 см  | 68 кг   |
| 22         | Кирилл Панюков      | Казахстан                             | Правый  | 22 мая 1997 (28 лет)      | 187 см  | 90 кг   |
| 23         | Максим Мухаметов    | Казахстан                             | Левый   | 30 апреля 1999 (26 лет)   | 183 см  | 80 кг   |
| 48         | Роман Старченко     | Казахстан                             | Левый   | 12 мая 1986 (39 лет)      | 179 см  | 88 кг   |
| 66         | Николай Шульга      | Казахстан                             | Левый   | 1 февраля 2003 (22 года)  | 178 см  | 75 кг   |
| 74         | Руслан Оспанов      | Казахстан                             | Левый   | 19 февраля 2002 (23 года) | 182 см  | 79 кг   |
| 77         | Ансар Шайхмедденов  | Казахстан · Россия                    | Левый   | 19 февраля 2002 (23 года) | 188 см  | 84 кг   |
| 79         | Михаил Рахманов     | Казахстан                             | Левый   | 27 мая 1992 (33 года)     | 178 см  | 80 кг   |
| 81         | Батырлан Муратов    | Казахстан                             | Правый  | 1 февраля 1999 (26 лет)   | 185 см  | 76 кг   |
| 84         | Кирилл Савицкий     | Казахстан                             | Левый   | 9 марта 1995 (30 лет)     | 183 см  | 89 кг   |
| 89         | Иван Николишин      | Россия                                | Левый   | 12 апреля 1996 (29 лет)   | 176 см  | 80 кг   |
| 96         | Алихан Асетов       | Казахстан                             | Левый   | 26 августа 1996 (28 лет)  | 186 см  | 99 кг   |

## Руководство
- Генеральный директор — Мусайбеков Сакен Жунусбекович[69]
- Директор ДЮСШ — Китаров Талгат Булатович[70]
- Заместитель генерального директора — Алексей Юрьевич Мамонтов[71]
- Спортивный директор — Рахат Маржикпаев[72]

## Тренерский штаб
- Главный тренер — Михаил Кравец
- Ассистент главного тренера — Талгат Жайлауов
- Тренер вратарей — Константин Барулин
- Тренер по ОФП — Денис Малинин
- Видео-тренер — Сергей Тамбулов
- Тренер защитников — Евгений Королёв
- Тренер нападающих — Александр Савченков

## Главные тренеры

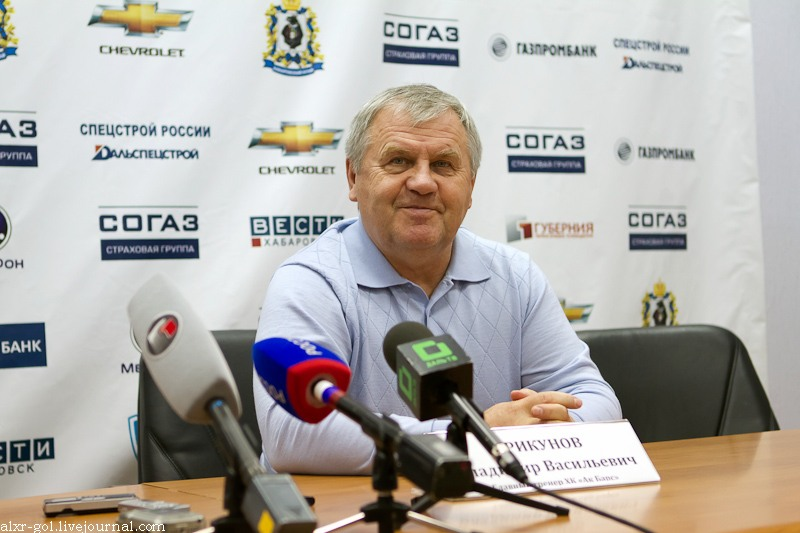
Владимир Крикунов тренировал «Барыс» в сезоне 2012/2013

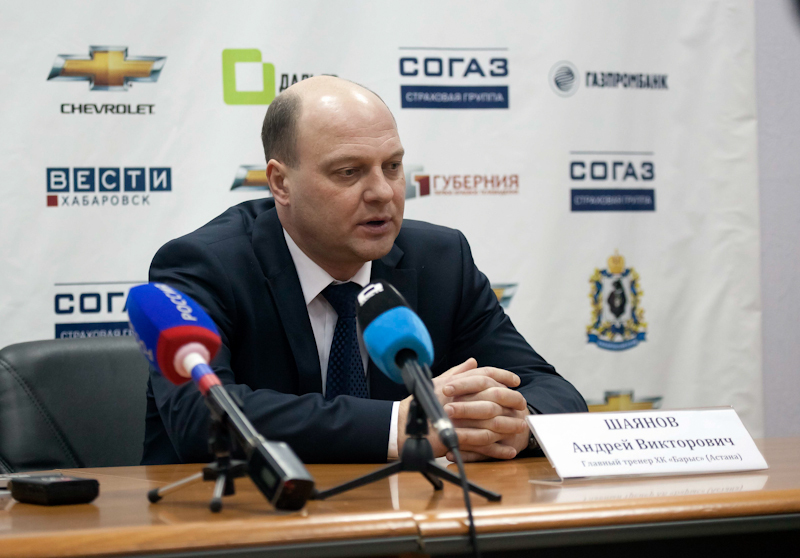
Андрей Шаянов дважды возглавлял «Барыс» в сезонах 2009/2010 и 2011/2012

| №  | Тренер                   | Годы       | Достижения |
| -- | ------------------------ | ---------- | --- |
| 1  | Николай Мышагин          | 2000—2002  | Заслуженный тренер Казахской ССР. Серебряный призёр чемпионата Казахстана 2000, 2001, 2002 |
| 2  | Сергей Могильников       | 2002—2003  | Чемпион Азиатских игр 1996 |
| 3  | Анатолий Мелихов         | 2003—2004  | — |
| 4  | Галым Мамбеталиев        | 2004—2005  | Бронзовый призёр Зоны Урал-Западная Сибирь Первой Лиги Чемпионата России 2005 |
| 5  | Николай Мышагин          | 2005—2007  | Повторно |
| 6  | Михаил Панин             | 2007       | Чемпион мира среди молодёжи 1980, чемпион СССР 1981-82 (ЦСКА), обладатель Кубка Европы 1981 |
| 7  | Сергей Могильников       | 2007       | Повторно |
| 8  | Александр Высоцкий       | 2007—2009  | Чемпион Казахстана 2008 |
| 9  | Андрей Шаянов            | 2009—2010  | Чемпион Казахстана 2009 |
| 10 | Андрей Хомутов           | 2010—2011  | Трёхкратный олимпийский чемпион (1984, 1988, 1992), 7-кратный чемпион мира (1981, 1982, 1983, 1986, 1989, 1990, 1993), 7-кратный чемпион Европы (1981, 1982, 1983, 1985, 1986, 1987, 1989), 9-кратный чемпион СССР (1981—1989). |
| 11 | Андрей Шаянов            | 2011—2012  | Повторно |
| 12 | Владимир Крикунов        | 2012—2013  | Бронзовый призёр Кубка Канады 1976, Как главный тренер: чемпион Словении 1992—1993, чемпион России 2005, бронзовый призёр чемпионата мира 2005, заслуженный тренер БССР (1987) и России (2002)                                  |
| 13 | Ари-Пекка Селин          | 2013—2014  | — |
| 14 | Андрей Назаров           | 2014—2015  | Чемпион России 1993, тафгай клубов НХЛ Сан Хосе Шаркс, Тампа-Бэй Лайтнинг, Калгари Флэймз, Анахайм Майти Дакс, Бостон Брюинз и Финикс Койотис (1993—2004)                                                                       |
| 15 | Ерлан Сагымбаев          | 2015       | Чемпион СССР среди молодёжи (1987, 1988), бронзовый призёр МХЛ 1996, чемпион Азиатских игр 1996, 1999. |
| 16 | Евгений Корешков (и. о.) | 2015       | Чемпион России 1998/99 и 2000/01, обладатель приза Золотая клюшка 1997 и 1999 годов, победитель Евролиги 1998/99 и 1999/00, заслуженный тренер России (2011)                                                                    |
| 17 | Андрей Назаров           | 2015—2016  | Повторно |
| 18 | Эдуард Занковец          | 2016—2017  | Чемпион Белоруссии 1993—1994, главный тренер сборных Белоруссии (2010) и Казахстана (2016) |
| 19 | Евгений Корешков         | 2017—2018  | Повторно |
| 20 | Галым Мамбеталиев        | 2018       | Повторно |
| 21 | Андрей Скабелка          | 2018       | Чемпион Белоруссии (1993-95, 2005), лучший хоккеист года Белоруссии (1994, 1997), Чемпион России (1997) |
| 21 | Юрий Михайлис            | 2020—2022  | Чемпион Казахстана (2017), Серебряный призёр чемпионата Казахстана (2018, 2019) |
| 22 | Андрей Скабелка          | 2022—2023  | Повторно |
| 23 | Галым Мамбеталиев        | 2023       | Повторно |
| 24 | Олег Болякин (и. о.)     | 2023—2024  | — |
| 25 | / Дэвид Немировски       | 2024       | — |
| 26 | Евгений Королёв (и. о.)  | 2024       | Победитель чемпионата России (2003) |
| 27 | Вячеслав Буцаев          | 2024       | Чемпион Европы (1991), Бронзовый призёр чемпионата мира (1991), Чемпион Олимпийских игр (1992), Чемпион мира (1993), Серебряный призёр чемпионата мира (2002), Двукратный победитель чемпионата России (2002, 2003)             |
| 28 | Галым Мамбеталиев        | 2024—2025  | Повторно |
| 29 | Михаил Кравец            | 2025—н. в. | — |

## Капитаны
| Игрок             | Годы       |
| ----------------- | ---------- |
| Дмитрий Фролов    | 2004—2005  |
| Дмитрий Шалабанов | 2005       |
| Алексей Храмцов   | 2005—2006  |
| Олег Коваленко    | 2006       |
| Сергей Невструев  | 2006—2007  |
| Ильдар Юбин       | 2007       |
| Ремир Хайдаров    | 2007—2008  |
| Кевин Даллмэн     | 2008—2012  |
| Дмитрий Уппер     | 2012—2014  |
| Брэндон Боченски  | 2014—2017  |
| Даррен Диц        | 2017—2021  |
| Роман Старченко   | 2021—2022  |
| Линден Вей        | 2022—2023  |
| Роман Старченко   | 2023—н. в. |

## Рекорды

### Игроки с наилучшими статистическими показателями
В таблицах показаны игроки с наилучшими статистическими показателями в регулярных сезонах. Данные обновляются по окончании сезона.
| Игрок                 | Поз | И   | Г  | ГП  | О   |
| Талгат Жайлауов       | Ц   | 364 | 84 | 108 | 192 |
| Андрей Гаврилин       | ПН  | 364 | 49 | 100 | 149 |
| Роман Старченко       | Ц   | 353 | 99 | 78  | 177 |
| Роман Савченко        | З   | 293 | 28 | 53  | 81  |
| Кевин Даллмэн         | З   | 261 | 86 | 139 | 225 |
| Вадим Краснослободцев | ЛН  | 253 | 56 | 81  | 137 |
| Брэндон Боченски      | ПН  | 338 | 32 | 81  | 113 |
| Павел Глотов          | Н   | 229 | 43 | 36  | 79  |
| Найджел Доус          | ЛН  | 217 | 94 | 78  | 172 |
| Дастин Бойд           | Ц   | 211 | 70 | 85  | 155 |

| Игрок                 | Поз | О   |
| Брэндон Боченски      | ПН  | 258 |
| Кевин Даллмэн         | З   | 225 |
| Талгат Жайлауов       | Ц   | 192 |
| Роман Старченко       | Ц   | 177 |
| Найджел Доус          | ЛН  | 172 |
| Дастин Бойд           | Ц   | 155 |
| Андрей Гаврилин       | ПН  | 149 |
| Вадим Краснослободцев | ЛН  | 137 |
| Максим Спиридонов     | ПН  | 118 |
| Алексей Лопатин       | Н   | 98  |

| Игрок                 | Поз | Г   |
| Брэндон Боченски      | ПН  | 117 |
| Роман Старченко       | Ц   | 99  |
| Найджел Доус          | ЛН  | 94  |
| Кевин Даллмэн         | З   | 86  |
| Талгат Жайлауов       | Ц   | 84  |
| Дастин Бойд           | Ц   | 70  |
| Алексей Лопатин       | Н   | 62  |
| Вадим Краснослободцев | ЛН  | 56  |
| Максим Спиридонов     | ПН  | 54  |
| Андрей Гаврилин       | ПН  | 49  |

| Игрок                 | Поз | ГП  |
| Брэндон Боченски      | ПН  | 141 |
| Кевин Даллмэн         | З   | 139 |
| Талгат Жайлауов       | Ц   | 108 |
| Андрей Гаврилин       | ПН  | 100 |
| Дастин Бойд           | Ц   | 85  |
| Вадим Краснослободцев | ЛН  | 81  |
| Роман Старченко       | Ц   | 78  |
| Найджел Доус          | ЛН  | 78  |
| Максим Спиридонов     | ПН  | 64  |
| Йозеф Штумпел         | Ц   | 64  |

## Достижения

### Командные
Чемпионат Казахстана
- Чемпион ОЧРК (2): 2008, 2009
- Финалист ОЧРК (3): 2000, 2001, 2002

Кубок Казахстана
- Финалист: 2007
- место Бронза: 2006

Первая лига Чемпионата России — Зона Урал-Западная Сибирь
- Чемпион: 2007
- Второе место: 2006
- Третье место: 2005

Турнир Каменный Цветок
- Чемпион: 2014

Кубок Президента Казахстана
- Чемпион (7): 2010, 2011, 2013, 2015, 2019, 2021, 2022
- Второе место (2): 2012, 2016

Кубок Блинова
- Победитель: 2023

### Личные
Участники матчей звёзд КХЛ:
- Кевин Даллмэн: 2009, 2010, 2011, 2012, 2016, 2018
- Йозеф Штумпел: 2010
- Лукаш Кашпар: 2011
- Брэндон Боченски: 2012, 2014
- Талгат Жайлауов: 2014
- Найджел Доус: 2015, 2016, 2017, 2018
- Майк Ландин: 2015
- Линден Вей: 2018
- Даррен Диц: 2019
- Роман Старченко: 2019

Приз «За верность хоккею»:
- Александр Корешков: 2010

Приз «Джентльмен на льду»:
- Виталий Новопашин: 2011

Приз «Золотой шлем»:
- Кевин Даллмэн: 2012

Приз «Самый результативный защитник»:
- Кевин Даллмэн: 2009, 2012

Приз «Лучший снайпер»:
- Брэндон Боченски: 2012

Приз имени Андрея Зимина:
- Борис Рыб: 2013[86]

Приз «Три бомбардира»:
- Брэндон Боченски — Дастин Бойд — Найджел Доус: 2015, 2016
- Никита Михайлис — Кёртис Волк — Якоб Лилья: 2022

## Трансляция матчей
В сезоне 2008/2009 домашние матчи «Барыса» в записи показывал телеканал «Астана». Все матчи сезона 2010/2011 (в том числе выездные) были показаны по «Седьмому каналу». C сезона 2011/2012 матчи «Барыса» снова начал транслировать телеканал «Астана». В сезоне 2013/2014 трансляции матчей начал осуществлять телеканал «Qazsport».

## Аффилированные клубы

### Фарм-клуб
Команда была основана в 2007 году под названием ХК «Барыс-2». В первый сезон своего существования команда выступала в Зоне Урал-Сибирь Первой лиги Чемпионата России. С 2008 года команда выступает в Чемпионате Казахстана по хоккею с шайбой. В 2013 году, команда сменила название на ХК «Номад».

### Молодёжная команда
Хоккейный клуб «Снежные барсы» был основан в 2010 году по поручению президента федерации хоккея Казахстана Аскара Мамина. Клуб должен был выступать в первенстве Молодёжной хоккейной лиги (МХЛ-Б), но из-за ликвидации клуба «Крылья Советов» «барсы» получили возможность заявиться в группу «А» Молодёжной хоккейной лиги.